# Bro distrikt, Uppland
Bro distrikt är ett distrikt i Upplands-Bro kommun och Stockholms län. 
Distriktet ligger i och omkring Upplands-Bro.

## Tidigare administrativ tillhörighet
Distriktet inrättades 2016 och utgörs av socknen Bro i Upplands-Bro kommun.
Området motsvarar den omfattning Bro församling hade vid årsskiftet 1999/2000.